# Apeba antiqua
Apeba antiqua är en skalbaggsart som först beskrevs av Waterhouse 1880.  Apeba antiqua ingår i släktet Apeba och familjen långhorningar. Inga underarter finns listade i Catalogue of Life.